# José Bosch Atienza
José Bosch Atienza (el 21 de noviembre de 1872-1936) fue un militar español.

## Biografía
Nació el 21 de noviembre de 1872.
Ingresó en la Academia General Militar de Toledo el 29 de octubre de 1890, escogiendo el Arma de Ingenieros. Tomó parte en la guerra del Rif, donde obtuvo varias condecoraciones por diversas acciones de guerra. Tras ser ascendido a coronel pasó a mandar el Regimiento de Ferrocarriles. Ascendió al rango de general de brigada el 3 de junio de 1934. En enero de 1936 fue nombrado comandante militar de Mahón, en sustitución del general Fernández Burriel.
Al igual que el comandante de la base naval de Mahón, el contraalmirante Luis Pascual de Pobil, el general Bosch estaba comprometido en el Alzamiento contra la República. La mañana del 19 de julio el general Goded, comandante general de Baleares, sublevó a las fuerzas militares del archipiélago. Unas horas después, el general Bosch, declaró el estado de guerra en Mahón y se sublevó a su vez. Estaba previsto que se trasladara a Palma de Mallorca en submarino. Sin embargo, pronto se vio sitiado por los partidarios de la República, y tras el fracaso de la sublevación en Barcelona, fue detenido. Sería condenado a muerte junto a otros oficiales rebeldes.